# جوب آدامز كوبر
جوب آدامز كوبر (بالإنجليزية: Job Adams Cooper)‏ هو محامي وسياسي أمريكي، ولد في 6 نوفمبر 1843 في غرينفيل في الولايات المتحدة، وتوفي في 20 يناير 1899 في دنفر في الولايات المتحدة. حزبياً، نشط في الحزب الجمهوري. وقد انتخب Governor of Colorado ‏ (8 يناير 1889 – 13 يناير 1891).